# یوسوکه ماروهاشی
یوسوکه ماروهاشی (انگلیسی: Yusuke Maruhashi؛ زادهٔ ۲ سپتامبر ۱۹۹۰) بازیکن فوتبال اهل ژاپن است.
از باشگاه‌هایی که در آن بازی کرده‌است می‌توان به باشگاه فوتبال سرزو اوساکا اشاره کرد.
وی همچنین در تیم ملی فوتبال زیر ۲۳ سال ژاپن بازی کرده‌است.